# Saint-Martin-des-Champs, Yvelines
Saint-Martin-des-Champs là một xã của Pháp, nằm ở tỉnh Yvelines trong vùng Île-de-France. Đây là một xã nông nghiệp có cự ly 55 km về phía tây của Paris.
Người dân ở đây trong tiếng Pháp gọi là Saint-Martinois.
Saint-Martin-des-Champs nằm ở phía nam cao nguyên Mantois, có cự ly 17 km về phía tây bắc thủ phủ tổng Houdan và khoảng 15 km về phía đông nam Mantes-la-Jolie.
Các xã giáp ranh gồm: Hargeville về phía đông bắc, Goupillières về phía đông, Flexanville về phía đông nam, Osmoy về phía nam, Orgerus và Prunay-le-Temple về phía tây nam, Septeuil về phía tây và Arnouville-lès-Mantes về phía bắc.